# 约瑟夫·G·加尔
约瑟夫·G·加尔（英語：Joseph Grafton Gall，1928年4月14日—）是一位美国细胞生物学家，专攻染色体的结构与功能，1968年任美國細胞生物學學會会长，1983年获E·B·威尔逊奖章，2006年获拉斯克奖，2007年获路易莎·格罗斯·霍维茨奖。